# 花园城 (科罗拉多州)
花园城（英語：Garden City），是美国科罗拉多州韦尔德县下属的一座城市。建市于1936年9月14日，面积大约为0.113平方英里（0.293平方公里）。根据2010年美国人口普查，该市有人口234人。2011年估计该市有人口240人，相比2010年人口增长率为2.56%。同时，论人口该市是科罗拉多州第231大城市。